# فلسفه اشراق
فلسفه اِشراق یا مکتب فلسفی اشراق را شهاب‌الدین سُهرَوَردی، مشهور به شیخ اشراق، در آستانهٔ قرن هفتم هجری تأسیس کرد. او در اثر خود، حِکمَةُالاِشراق، اصول و جوانب این مکتب را به تفصیل شرح داده است.
این مکتب از بدو پیدایش در تقابل با نظام فکری مَشّاء قرار گرفت که با پشتیبانی فیلسوفانی مانند ابن‌سینا، جایگاهی تثبیت‌شده در میان اندیشمندان اسلامی داشت. با وجود نفوذ گستردهٔ فلسفهٔ مشایی و منزلت والای ارسطو و ابن‌سینا نزد اهل فلسفه، سهروردی نظام فکری نوینی بنیان نهاد.
اگرچه عمر وی کوتاه بود، اما در حوزه‌های مختلف فلسفه، از جمله الهیات (با تأکید بر مِتافیزیک نوری)، طبیعیات، منطق و همچنین روش‌شناسی فلسفی، دیدگاه‌هایی ارائه کرد که نشان‌دهندهٔ نبوغ کم‌نظیر این فیلسوف برجسته است.

## خلاصه حکمت اشراق
سُهرَوَردی، در ضمن تحصیل، چنین استنباط کرد که موجودات دنیا از نور، به وجود آمده، و انوار، به یکدیگر می‌تابند و آن تابش متقابل را اشراق خواند و به همین جهت لقب شیخ الاشراق را یافت.
نظریه فلسفی سهروردی این بود که هستی غیر از نور چیزی نیست و هرچه در جهان است و بعد از این به وجود می‌آید نور است، لذا جهان جز اشراق نیست. منتها بعضی از نورها رقیق است و برخی غلیظ و برخی از انوار ذرات پراکنده دارد و پاره‌ای دیگر دارای ذرات متراکم است و همان‌گونه که نورهای قوی بر ضعیف می‌تابد نورهای ضعیف هم بسوی انوار قوی تابش دارد. انسان هم از این قاعده مستثنا نیست و به دیگران می‌تابد، همان‌گونه که نورهای دیگران به او می‌تابد. به‌مناسبت اینکه از انسان به دیگران نور تابیده می‌شود انسان فیاض است و می‌تواند به دیگران نور برساند و از نور سایرین روشن شود.
سهروردی می‌گفت که حکمت، بر دو نوع است: 
- حکمت عتیق (به معنای حکمت قدیم): همواره بوده و در قدیم هندی‌ها و ایرانی‌ها و بابلی‌ها و مصری‌ها و بعد از آن یونانی‌ها برخوردار بوده‌اند.
- حکمت لدنی: که خاصان از آن برخوردار می‌شوند.

در آغاز این دو حکمت از یک مبدأ سرچشمه می‌گرفته و آن ادریس بوده و نام دیگر آن هرمس است. بعد از اینکه مردم حکمت از ادریس آموختند، به عقیده او به دو شاخه شد: که یکی به سمت ایران و دیگری به‌طرف مصر و بعد این دو شاخه وارد اسلام گردید.